# Vinho de Qualidade Produzido em Região Determinada
Vinho de Qualidade Produzido em Região Determinada, designação em geral substituída pela sigla VQPRD, foi, entre 1970 e 2009, uma denominação atribuída na União Europeia e no Espaço Económico Europeu a vinhos que satisfazem um conjunto de requisitos legalmente fixados quanto à sua origem geográfica, forma de produção e castas utilizadas e às suas características organolépticas.
Em Portugal, a sua certificação era competência do Instituto da Vinha e do Vinho.